# Ipswitch IMail Server
Ipswitch IMail Server (IMail) は、Ipswitch社が開発、販売するメールサーバである。日本の総販売元は、サイバネットシステム株式会社である。

## 概要
Ipswitch IMail ServerはWindowsプラットホームで動作する、メールサーバである。POP3、IMAP4、SMTPの各サーバ、Webメールサーバ、スパム (メール)フィルタなどの機能をオールインワンで備えている。アンチウイルスの機能もグレードにより備えている。また、DDOS攻撃を受けた際、自動的に攻撃元のIPアドレスを遮断する機能もある。
最大の特徴は、Windows上で動作すること、IMailのインストールのみでWebメールを含めた電子メールの基本的な環境をまかなえることである。Webベースの管理機能を備えていることもあいまって、導入および管理の技術的コストを低くおさえることができる。